# Андерссон, Ульф
Ульф А́ндерссон (швед. Ulf Andersson; род. 27 июня 1951 года, Вестерос, Швеция) — шведский шахматист; гроссмейстер (1972).

## Шахматная карьера
Участник чемпионата мира среди юношей (1969) — 5-е место. Неоднократный чемпион Швеции. Возглавлял команду Швеции на олимпиадах (1972—2002). С середины 1970-х годов участник ряда соревнований на первенство мира. Межзональные турниры: Биль (1976) — 8-е; Москва (1982) — 3-4-е (сыграл вничью матч за 3-е место с Михаилом Талем, 1983 — 3 : 3); Биль (1985) — 7-9-е; Сирак (1987) — 6-е места.
Член (с 28 августа 1975 года) символического клуба победителей чемпионов мира Михаила Чигорина.
Лучшие результаты в других международных соревнованиях: Сухуми (юношеский; 1970) — 3-е; Стокгольм и Гётеборг (1971) — 1-2-е; Олот (1971) — 2-4-е; Осло (1971) — 1-е; Лансароте (1973) — 2-е; Дортмунд (1973) — 1-3-е; Сочи (1973) — 5-6-е; Лас-Пальмас (1975 и 1980) — 2-4-е и 4-5-е; Сьенфуэгос (1975) — 1-е; Оренсе (1975) — 2-3-е; Женева (1977) — 2-е; Гастингс (1978/1979 и 1980/1981) — 1-е; Буэнос-Айрес (1981) — 1-5-е; Лондон и Турин (1982) — 1-2-е; Вейк-ан-Зее (1983 и 1987) — 1-е и 3-е; Линарес (1983) — 2-3-е; Рим (1985 и 1986) — 1-е и 1-2-е; Реджо-нель-Эмилия (1985/1986) — 1-3-е; Дортмунд (1987) — 2-3-е; Бильбао (1987) — 2-е места.
Результаты в матчах: с Бентом Ларсеном (1975) — 5½ : 2½; с Михаилом Талем (1975) — 3½ : 4½; с Любомиром Кавалеком (1978) — 3½ : 6½.
Игру Андерссона отличают тонкое позиционное маневрирование, высокая техника эндшпиля, изобретательность и упорство в защите.
Также являлся сильнейшим игроком в шахматах по переписке (корреспондентские шахматы). Гроссмейстер ИКЧФ с 1996 года. В 1998 году достиг наивысшего рейтинга Международной федерации по корреспондентским шахматам (ИКЧФ) — 2821.

## Изменения рейтинга
| Графики недоступны из-за технических проблем. См. информацию на Фабрикаторе и на mediawiki.org. |